# Le Plessis-Placy
Le Plessis-Placy ist eine französische Gemeinde mit 296 Einwohnern (Stand: 1. Januar 2022) im Département Seine-et-Marne in der Region Île-de-France. Sie gehört zum Arrondissement Meaux und zum Kanton La Ferté-sous-Jouarre (bis 2015: Kanton Lizy-sur-Ourcq). 

## Geographie
Le Plessis-Placy liegt etwa 13 Kilometer nordöstlich von Meaux.

### Nachbargemeinden
Umgeben ist Le Plessis-Placy von den Gemeinden Rosoy-en-Multien im Norden, May-en-Multien im Osten und Nordosten, Lizy-sur-Ourcq im Osten und Südosten, Congis-sur-Thérouanne im Süden, Trocy-en-Multien im Westen und Südwesten sowie Vincy-Manœuvre im Nordwesten.

## Bevölkerungsentwicklung
| Jahr      | 1962 | 1968 | 1975 | 1982 | 1990 | 1999 | 2006 | 2013 | 2021 |
| Einwohner | 244  | 198  | 204  | 199  | 224  | 262  | 264  | 278  | 288  |

## Sehenswürdigkeiten
- Kirche Saint-Victor aus dem 13. Jahrhundert, Umbauten aus dem 16. Jahrhundert, Monument historique

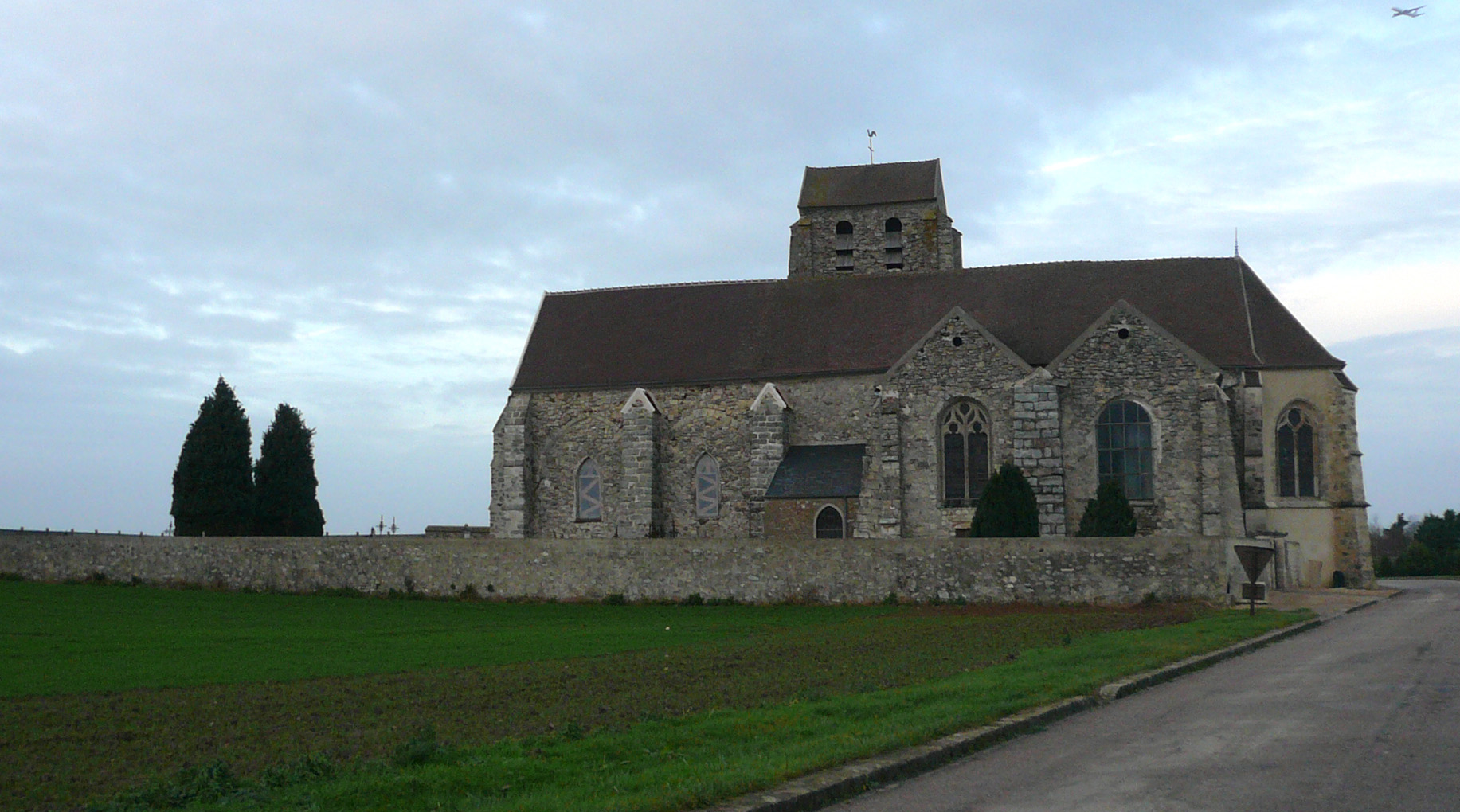
Kirche Saint-Victor